# San Francisco el Grande
San Francisco el Grande és una basílica menor catòlica al districte de la Latina (Madrid). És a la plaça de San Francisco, configurada per la intersecció del carrer de Bailén, la Gran Via de San Francisco i la Carrera de San Francisco. Forma part del convent franciscà de Jesús i Maria, fundat a principis del segle xiii, sobre una desapareguda ermita dedicada a santa Maria.
El lloc que ocupa avui dia la basílica ja era ocupat per un convent/ermita franciscà dit de San Francisco (Sant Francesc) que, segons recull una llegenda, fou fundada pel mateix Francesc d'Assís el 1217 durant la seva peregrinació a Santiago. La reforma de la basílica, construïda sobre aquest establiment anterior, fou bastida en estil neoclàssic en la segona meitat del segle xviii, a partir d'un disseny de Francisco Cabezas, desenvolupat per Antonio Plo i finalitzat per Francesco Sabatini. L'edifici destaca per la seva cúpula, considerada com la tercera de planta circular de major diàmetre de la cristiandat; per la seva sumptuosa decoració interior, realitzada en estil eclèctic a finals del segle xix, i per la seva pinacoteca, representativa de la pintura espanyola dels segles xvii a xix, amb quadres de Zurbarán i Goya.
La seva titularitat correspon a l'Obra Pia dels Sants Llocs de Jerusalem, organisme autònom dependent del Ministeri d'Afers Exteriors i de Cooperació. El 19 d'octubre de 1980 va ser declarada Monument Nacional, segons reial decret, rebent per tant la condició de Bé d'Interès Cultural (BIC).